# 생존자권
생존자권(survivorship)이란 영미법내 재산법의 개념으로 공동소유권을 가지고 있는 복수의 소유자중 하나가 사망하였을 경우 다른 생존자가 가지게 되는 소유물 전체에 대한 권리를 말한다.

## 참고 문헌
- Black's Law Dictionary 1486 (8th ed. 2004)

## 같이 보기
- 부동산 공동소유